# Семчинское
Семчинское — бывшее село, ставшее частью Москвы в XVI столетии. Располагалось на территории современного района Хамовники, между современными Остоженкой и Пречистенкой. Возле села находилось историческое село Киевцы .
Впервые это село было упомянуто в первой духовной грамоте Ивана Калиты, которая была составлена в 1331 году. В последующие два века оно всегда упоминалось в завещаниях московских князей. В XV столетии Семчинское было одним из наиболее близких к Москве сёл. Оно также упоминается в московской губной записи середины XV века, известной как «Запись о душегубстве». Поблизости располагался Самсонов луг. Согласно духовной грамоте князя Юрия Васильевича, брата Ивана III, скончавшегося в 1472 году, село Семчинское перешло во владение великого князя.
Примерно в середине XVI века село слилось с Москвой. Согласно летописям, царь Иван IV Грозный велел взять его в опричнину вместе с близлежащими городскими дворами: «Повеле же и на посаде улицы взяти въ опричнину отъ Москвы-реки: Чертолскую улицу и з Семчиньскимъ селцомъ и до всполья».
Центром села была церковь Успения Пресвятой Богородицы на Остоженке. Первое упоминание о ней датируется 1625 годом. В 1668—1670 гг. церковь была перестроена в камне.
Село Семчинское также ещё упоминается в 1625 году. Однако к середине XVII века вольности его жителей были ликвидированы, а в документах вместо названия села начинает фигурировать Чертольская четверть сотни у Пречистенских ворот.